# آسكي ميديا وركس
آسي ميديا وركس (باليابانية : アスキー・メディアワークス تُنطق باليابانية : أسوكي ميديا واكوسو), سابقاً آسي ميديا وركس.إنك (باليابانية : 株式会社アスキー・メディアワークス تُنطق باليابانية : كابوشيكي غايشا أسوكي ميديا واكوسو), هي شركة نشر وعلامات يابانية تابعة لشركة كادوكاوا يقع مقر الشركة الرئيسية في نيشي شينجوكو في حي شينجوكو بالعاصمة اليابانية طوكيو نشأت الشركة في الواحد من أبريل لعام 2008 نتيجة اندماج شركة شركة آسي وشركة ميديا وركس. بحيث أصبحت شركة ميديا واركس شركة تابعة لشركة آسي بشكل قانوني فاصبحتا شركة واحدة علي الرغم من ذلك الرئيس السابق والمدير التنفيذي لشركة آسي كيوشي كاتانو أصبح أول رئيس ومديراً تنفيذياً للشركة المكونة حديثاً بحسب الإتفاق المبرم بين الشركتين. وفي الأول من أكتوبر لعام 2013 تم الإعلان أن الشركة أصبحت تابعه لشركة كادوكاوا.
أشتهرت شركة آسي ميديا وركس بنشر الكتب ومجلات الترفيه والكمبيوتر والمانجا وألعاب الفيديو وقامت بإصدار عدة مجلات تحت مسمي دينجيكي (باليابانية : 電撃، و التي تعني بالعربية الصعقة الكهربية) مثل دينجيكي دايوه ، ومجلة دينجينكي جي، جنبًا إلى جنب مع رواية الشركة الخفيفة الرئيسية التي تنشر ببصمة دينجيكي بونكو. تخاطب الشركة وتسهدف جمهور أوتاكو من الذكور اليابانيين، وتغطي موضوعات مثل الرسوم المتحركة، والروايات الخفيفة، والمانغا، والنمذجة البلاستيكية،  والروايات المرئية. تتعامل الشركة أيضًا في مجال الحوسبة والمؤسسات ذات الصلة بتكنولوجيا المعلومات (الآي تي)، مثل نشر مجلة آسي الأسبوعية، جنبًا إلى جنب مع مجلات الكمبيوتر وتكنولوجيا المعلومات الأخرى. تنشر ASCII Media Works أيضًا العديد من المجلات التي تستهدف الإناث مثل الشخصية المثلي و دينجيكي أسلوب الفتيات و سيف Sylph . وتجري الشركة مسابقات سنوية لتقديم الروايات الأصلية والمانجا، مثل مسابقة جائزة دينجيكي للرواية الخفيفة.

## تاريخ
نشأت الشركة في الواحد من أبريل لعام 2008 نتيجة اندماج شركة شركة آسي وشركة ميديا وركس اليابانيتين  تُعد الشركة امتدادًا لشركة ميديا وركس، ولكن علي الرغم من ذلك الرئيس السابق والمدير التنفيذي لشركة آسي كيوشي كاتانو أصبح أول رئيس ومديراً تنفيذياً للشركة المكونة حديثاً بحسب الإتفاق المبرم بين الشركتين، وفي الأول من أكتوبر لعام 2013 تم الإعلان أن الشركة أصبحت تابعه لـمجموعة شركات كادوكاوا وبالتالي فهي تابعة لشركة كادوكاوا شوتين، وهي شركة نشر يابانية أخرى. وفقًا لبيان صحفي رسمي صادر عن شركة كادوكاوا الشركة المالكة، نشأ الاندماج عن نمو مطرد في الإنترنت وأجزاء المحمول في المجتمع مما أدى إلى تفرع شركات النشر من أجل تلبية احتياجات ومتطلبات المستهلكين المتزايدة باستمرار. نظرًا لمصالح الشركة المشتركة، تم الاندماج من أجل إنشاء شركة أقوى تتمتع بإمكانيات انتشار أكبر مما يمكن أن تفعله أي من الشركتين بمفردهما.
فبالإندماج جلبت شركة آسي خبراتها الواسعة في مجال تكنولوجيا المعلومات والحوسبة، بينما جلبت ميديا وركس خبرتها الواسعة في الوسائط المتعلقة بالترفيه، مثل الوسائط المرئية أو المطبوعة بما في ذلك الرسوم المتحركة أو المانجا أو الروايات الخفيفة أو ألعاب الفيديو أو المجلات التي تغطي هذه المنتجات الإعلامية. بالإضافة إلى جعل الشركة المدمجة أكثر تنوعًا، من المخطط أن تصبح إدارة الشركة أكثر كفاءة، وتهدف الإيرادات الأساسية إلى الزيادة، وقد تتخذ الشركة فرصًا تجارية جديدة في المستقبل. كانت هناك خطط لدمج إنتربيرين مع آسي وميديا وركس ولكن هذا قوبل بالرفض في نهاية المطاف. وفي أبريل 2011، تم دمج قسم ألعاب الفيديو في آسي ميديا وركس في كادوكاوا جنبًا إلى جنب مع أقسام ألعاب الفيديو في كادوكاوا شوتين وإنتربرين. توقفت آسي ميديا وركس عن كونها شركة منفصلة في 1 أكتوبر 2013 عندما تم دمجها مع ثماني شركات أخرى لتصبح علامة تجارية لشركة كادوكاوا.

## المجلات المنشورة

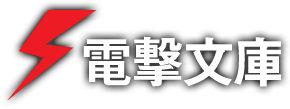
شعار مجلة Dengeki Bunko

تنشر آسي ميديا وركس بنشر الكتب ومجلات الترفيه والكمبيوتر والمانجا وألعاب الفيديو وقامت بإصدار عدة مجلات تحت مسمي دينجيكي (باليابانية : 電撃، و التي تعني بالعربية الصعقة الكهربية) والتي تتميز بألعاب الفيديو والأنيمي والمانجا والهوايات والاهتمامات الخاصة؛  تم نشر هذه المجلات مسبقًا بواسطة ميديا وركس قبل الاندماج. مجلات تكنولوجيا المعلومات التي سبق نشرها بواسطة شركة آسي، مثل مجلة آسي الأسبوعية، يتم نشرها الآن تحت مظلة شركة آسي ميديا وركس
| - سحابة ASCII - بارفيه حرف - فكاهي @ loid - لعبة دينجيكي أركيد - مجلة Dengeki Bunko - دينجيكي دايوه - مجلة Dengeki G - أسلوب Dengeki Girl - دينجيكي هايم - مجلة Dengeki Hobby | - دينجيكي ماوه - دينجيكي نينتندو - دينجيكي بلاي ستيشن - هوشي نافي - MacPeople - ASCII المحمول - سيلف - مجلة أوبونتو اليابان - ASCII الأسبوعي |

## نشر البصمات

### روايات خفيفة
دينجيكي بونكو
دينجيكي بونكو (باليابانية : 電撃文庫) هي بصمة رواية الخفيفة تستهدف جمهور الذكور أنشئت في يونيو 1993. والمحررين القائمين على هذه المجلة يريدون استقبال المؤلفين الجدد فيقومون بعقد المسابقة السنوية وجائزة دينجيكي للرواية، لاكتشاف الموهب الجديدة. المجلد الثامن من رحلة كينو ، الذي نُشر في الأصل في أكتوبر 2006، هو رواية ددينجكيجي بونكو رقم 1000 المنشورة في أبريل 2007، تم إنتاج ثلاثة أفلام تستند إلى سلسلة روايات خفيفة منفصلة نشرها البصمة وهي رحلة كينو ، وشاكوجان نو شانا ، وإينوكامي! .
بصرف النظر عن بصمة دينجيكي بونكو الرئيسية، توجد بصمة فرعية وهي دينجيكي جيم بونكو (باليابانية : 電撃ゲーム文庫 تُنطق باليابانية : دينجيكي جيمو بونكو
) تأسست في عام 1994 عندما كانت مرتبطة في الأصل بألعاب لعب الأدوار. توقفت البصمة عن الإنتاج في سبتمبر 1997 ولكن أعيد تشغيلها لاحقًا في ديسمبر 1999 باعتبارها لعبة كمبيوتر وناشر رواية خفيفة. وتحولت إلي مجلة دينجيكي جي أس بونكو.
بي برينس بونكو
بي برينس بونكو (باليابانية : B-PRINCE文庫) هي بصمة رواية الياوي الخفيفة تأسست في عام 2008 لنشر الروايات الخفيفة التي تتحدث عن اللواط وقصص حبهم المقززة المثيرة للإشمئزاز والتي تجلب الغثيان الذي يعرف في اليابان بأسم الياوي. أقامت البصمة مسابقة في عام 2010 لمنح المؤلفين الهواة فرصة للظهور الاحترافي لأول مرة.
كتب الجوهرة
بصمة رواية خفيفة موجهة للإناث البالغات، وتحتوي على رسومات للكبار. بدأت التسمية في 25 يونيو 2014 بإصدار مجلدين خفيفين للرواية.

### مانجا
دينجيكي كوميكس
دينجيكي كوميك (باليابانية : 電撃コミックス 
تُنطق باليابانية : دينجيكي كوميك كوسو) هي بصمة نشر مانغا تستهدف جمهورًا من الذكور. بصرف النظر عن بصمة دينجيكي كوميكس الرئيسية، هناك بصمة دينجيكي كوميكس إي إكس ذات الصلة والتي تنشر عددًا أقل من مجلدات المانجا. تم نشر قدر كبير من المانجا المنشورة تحت دينجيكي كوميكس في الأصل في مجلة المانجا دينجيكي دايوه .
سيلف كوميكس
سيلف كوميكس (باليابانية : シルフコミックス تُنطق باليابانية : شيريفو كوميك كوسو ) هي بصمة نشر مانغا تستهدف جمهورًا نسائيًا. تم نشر المانجا المنشورة تحت هذه البصمة في الأصل في مجلة شوجو مانغا سيلف . تم نشر المجلدات الأولى المجمعة بموجب هذه البصمة اعتبارًا من 21 مارس 2008.

### الروايات
Mahō no Island Bunko
Mahō no Island Bunko (魔法のiらんど文庫 Mahō no i-rando Bunko) هي بصمة جديدة تأسست في 25 أكتوبر 2007، وتنشر أعمالًا جديدة على خدمة الهاتف المحمول التي يمكن الوصول إليها Mahō no Island التي تديرها الشركة نفسها name ، وهي شركة تابعة لـ ASCII Media Works. تنشر Mahō no Island Bunko الروايات العامة.
ميديا ووركس بونكو
Media Works Bunko (メディアワークス文庫 Media Wākusu Bunko) هي بصمة نشر تأسست في 16 ديسمبر 2009 تستهدف الجمهور العام للروايات السائدة. يتم نشر الفائزين بجائزة Media Works Bunko في جائزة Dengeki Novel على هذه البصمة، إلى جانب الفوز بـ 500000 ين.

## مسابقات
جائزة Dengeki Comic Grand Prix
جائزة Dengeki Comic Grand Prix (電撃コミックグランプリ Dengeki Komikku Guran Puri) هي جائزة تُمنح بشكل نصف سنوي (منذ عام 2004) وسنويًا (منذ عام 2010) من قبل ASCII Media Works للمانجا الأصلية ذات اللقطة الواحدة في قسمين: shōnen و shōjo manga. هناك ثلاثة أنواع من الجوائز تُمنح في كل مسابقة: الجائزة الكبرى (2 مليون ين)، وجائزة شبه الكبرى (500000 ين)، وجائزة التميز (300000 ين). تم تسليم الجائزة الكبرى مرتين فقط في تاريخ المسابقة، مع الجولة الأولى في عام 2004 والجولة الثالثة في عام 2005. كان هناك أيضًا قسم جائزة Dengeki Moeoh الكبرى الذي أقيم مرتين مع الجائزة الكبرى والإشادات الشرفية.
Dengeki Taishō
Dengeki Taishō (電撃大賞) هي جائزة تُمنح سنويًا (منذ عام 1994) من قبل ASCII Media Works مع قسمين: جائزة Dengeki للروايات الخفيفة تحت قيادة Dengeki Bunko ، و Dengeki Illustration Taishō (電撃イラスト大賞) للرسوم التوضيحية. يتكون كل قسم من الجائزة الكبرى (مليون ين)، والجائزة الذهبية (500000 ين)، والجائزة الفضية (300000 ين)، والجائزة الشرفية (50000 ين). كان للجولتين الأوليين أيضًا قسم تصميم لعبة Dengeki Game Design Taishō (電撃ゲームデザイン大賞) ، وبين الجولتين الثالثة والحادية عشرة كان هناك قسم مانغا Dengeki Comic Taishō (電撃コミック大賞) .

## العاب إلكترونية
تعمل ASCII Media Works في مجال تطوير وإنتاج ألعاب فيديو من سلسلة تحتوي على روايات خفيفة أو مانغا تنشرها الشركة. عادةً ما تكون هذه الألعاب عبارة عن روايات بصرية، وهي نوع من ألعاب المغامرات، ولكن بعضها كان أيضًا روايات صوتية، والتي تحتوي على سمات أقل للعبة المغامرة من الروايات المرئية العادية. يتم نقل ألعاب الفيديو المنتجة إلى PlayStation 2 أو Nintendo DS . نظرًا لأن ASCII Media Works هو استمرار لـ MediaWorks ، فإن الشركة تقوم بتضمين ألعاب الفيديو التي تم إنتاجها مسبقًا قبل الاندماج مع ASCII على موقعها الرسمي على الويب لألعاب الفيديو الخاصة بها. يتم تنظيم ألعاب الفيديو المنتجة في فئات للألعاب المشابهة. بصرف النظر عن الفئة الرئيسية من الروايات المرئية والصوتية التي تم إنتاجها، تم إعادة إصدار ثلاث ألعاب في سلسلة Dengeki SP بأسعار مخفضة مقارنة بإصدارها الأصلي؛ SP تعني «سعر خاص». توجد فئة أخرى تم إنتاجها حصريًا لأجهزة Nintendo DS تحت سلسلة بصمة العلامة التجارية DS Dengeki Bunko ، وهي ألعاب تستند إلى الروايات الخفيفة التي نُشرت تحت شعار Dengeki Bunko الخاص برواية ASCII Media Works. تم إنتاج خمس ألعاب تحت هذه العلامة التجارية، وتم إعادة إصدار لعبتين في السلسلة تعتمد على Iriya no Sora ، UFO no Natsu في حزمة واحدة معًا. تسرد الشركة العناوين التي كانت الأكثر شهرة بين الألعاب التي أنتجتها والتي تشمل الإصدارات المبنية على Sister Princess و DearS و Kino's Journey و Futakoi و Strawberry Panic! .

## روابط خارجية
- الموقع الرسمي
باللغة اليابانية
- Dengeki.com باللغة اليابانية
- آسكي ميديا وركس  في شبكة أخبار الأنمي